# دانیل جی. تراونتی
دانیل جی.تراونتی (به انگلیسی: Daniel J. Travanti) (زاده ۷ مارس ۱۹۴۰) بازیگر آمریکایی است.
از فیلم‌های او می‌توان به انگیزه عدالت، گذرگاه نیمه‌شب و مورو اشاره کرد.